# Elezioni parlamentari in Senegal del 2022
Le elezioni parlamentari in Senegal del 2022 si sono tenute il 31 luglio per il rinnovo dell'Assemblea nazionale.
La coalizione Benno Bokk Yaakaar, sostenitrice del Presidente della Repubblica Macky Sall, è risultata la prima forza politica del Paese, pur perdendo la maggioranza assoluta dei seggi.

## Sistema elettorale
I 165 membri dell'Assemblea nazionale sono eletti in due modi:
- 112 con il sistema maggioritario secco o “a blocco di partito” in 54 circoscrizioni uninominali o plurinominali  in base alle circostanze ed ai 46 dipartimenti, con 15 seggi dedicati agli elettori all’estero;
- 53 con il sistema proporzionale in una circoscrizione unica nazionale, venendo poi i voti ripartiti prima con il sistema del quoziente semplice, poi con quello del quoziente e dei più alti resti.

## Risultati
| Benno Bokk Yaakaar (APR - AFP - PS - Rewmi)               | 1 518 137 | 46,56 | 82  |  |  |  |
| Yewwi Askan Wi (PASTEF - PUR - MTS - PRP - AND)           | 1 071 139 | 32,85 | 56  |  |  |  |
| Wallu Sénégal (PDS - JOTNA - CRD)                         | 471 517   | 14,46 | 24  |  |  |  |
| Les Serviteurs - En Marche pour la Renaissance du Sénégal | 56 303    | 1,73  | 1   |  |  |  |
| Alternativa per un'Assemblea di Rottura                   | 52 173    | 1,60  | 1   |  |  |  |
| Convergenza Democratica Bokk Gis Gis                      | 44 862    | 1,38  | 1   |  |  |  |
| Naataangue Askan Wi                                       | 25 833    | 0,79  | –   |  |  |  |
| Bunt Bi                                                   | 20 922    | 0,64  | –   |  |  |  |
| Totale                                                    | 3 260 886 | 100   | 165 |  |  |  |
|                                                           |           |       |     |  |  |  |
| Voti non validi                                           | 18 224    | 0,56  |     |  |  |  |
| Votanti                                                   | 3 279 110 | 46,60 |     |  |  |  |
| Elettori                                                  | 7 036 466 |       |     |  |  |  |